# 雍容白荷
雍容白荷，是日本純種競賽馬匹。生涯活躍於中長途賽事，曾勝出2018年女皇伊利沙伯二世盃，亦於2019年勝出寶塚紀念、覺士盾及有馬紀念，不僅成為首匹制霸春秋大獎賽的雌馬，更實現「矢作芳人春秋大獎賽零的突破」。

## 出賽前
2014年1月18日出生於北海道安平町北部牧場，成長途中於一口馬主俱樂部Carrot Farm Co. Ltd.進行馬主募集。
其後交由栗東訓練中心練馬師矢作芳人訓練。

## 競賽生涯

### 2歲
2016年8月27日出戰新潟競馬場2歲新馬，比賽初段選擇於後方位置等待時機，縱然其於直路入口嘗試發力加速拉近距離，但仍然無法追上前方率先衝出的Root Directory，以頸位差距落敗得第二。
其後出戰2歲未勝利戰，比賽初段順利出閘之下選擇先行戰術，進入直路後憑借餘力成功爆發末腳衝出，最終以4馬位優勢壓制對手取得首勝。
10月29日出戰月神錦標，改由武豐策騎。比賽開始後，其處於中團約莫第六的位置展開追走，並於比賽途中保持良好節奏。進入直路後，其以優秀的反應瞬間加速，於外檔位置取得領先，及後保持速度下成功抵擋後方Flawless Magic的猛追以1/2馬位取得首個分級賽冠軍。
12月11日出戰阪神兩歲牝馬錦標，由於上仗的騎師武豐於同日需要遠征香港分別策騎醒目層次及榮進之光出戰香港瓶及香港盃，因而由戶崎圭太代打策騎。比賽開始後，其因漏閘以需要於較後方位置追走，並於比賽途中一直保持於此。進入直路後，其成功爆發加速力轟出全場最快末腳，但礙於比賽初段所處的劣勢下，其仍然未能對前方的觸動心弦造成任何威脅，最終以1 1/4馬位落敗。

### 3歲
2017年以鬱金香賞作爲年度首戰，比賽途中採取居中戰術下於直路逐步提速衝刺，可惜再度未能追上前方一早衝出的觸動心弦，其後更被後方的豹俠女超越，最終以第三完賽。
其後出戰櫻花賞，賽前因近兩場比賽的失利而落後於觸動心弦及Admire Miyabi取得第三人氣。比賽開始後，其處於中團第九左右的位置推進，並於通過第四彎道時因爲前方馬匹的失速而趁機爬升。進入直路後，雖然其於本次比賽首度贏過觸動心弦，但仍然被實搏女王擊敗之下以1/2馬位差距獲得亞軍。
5月21日出戰優駿牝馬（日本橡樹大賽），比賽初段因起步不順需要展開後上戰術，然而於直路上一直未能發揮最大程度加速，最終僅跑獲第五。
經歷4個月的放草後其以玫瑰錦標作爲秋季起動戰，但再度採取後上戰術下不但無法追上領放的Kawakita Enka，更被同爲後上馬的Rabbit Run超越，最終獲得第三。
10月15日出戰秋華賞，再度漏閘採取後上戰術之下於中團靠後位置推進，通過第四彎道後抽出外檔準備加速。進入直路後，其隨即展開加速並超越率先衝出的魔族之鳥，但於最後關頭稍爲力弱之下被勢頭更猛的迪雅卓超越，最終以1 1/4馬位差距落敗。
其後出戰女皇伊利沙伯二世盃，於比賽途中一直停留於中團後方的位置追走，然而受到前1000米62.0秒的超慢步速限制，其一直未能衝出之下以第八大敗。

### 4歲
2018年以東京新聞盃作爲年度首戰，進入直路後以優秀的反應一舉超越前方所有馬匹，最終獲得第二個分級賽冠軍。
其後出戰阪神牝馬錦標，再度受到慢步速限制之下於直路僅能稍微提速，最終無法追上前方領放的豹俠女及Red Avancer之下以第三完賽。
5月13日出戰維多利亞一哩賽，賽前獲得第二人氣。比賽開始後，其於中團靠後位置展開推進，進入直路後即使面對天雨的影響仍然可以於外檔位置加速衝刺，可惜仍然未能超越一早處於領先位置的子夜白光下以鼻位差憾負。
6月3日出戰安田紀念，雖然本次比賽提早加速並於第四彎道經已處於第四的先頭位置，但於進入直路後其並未能保持速度，最終失速之下以第八落敗。
入秋後以府中牝馬錦標作爲秋季首戰，原定由來日客串的莫雷拉策騎，但於對方被罰停賽之下改由杜滿萊執繮。比賽開始後，其前方Kawakita Enka快放做出的超快步速，而是算咱倆於中團位置追走。進入直路後，其以優秀的反應衝出並超越前方的賽駒，然而衝線前再度被後方發揮凌厲攻勢的迪雅卓超越，最終以頸位差距落敗。
11月11日按照計劃出戰女皇伊利沙伯二世盃，本次比賽將正式由莫雷拉策騎。比賽開始後，前方由火星花帶出並以前1000米61.4秒的慢步速領放，第一人氣的魔族之鳥及第二人氣的樸素無華處於先頭位置，以雍容白荷則於中團之中。進入直路後，前方的火星花仍然嘗試繼續衝刺以求領先，但此時雍容白荷突然由外檔位置爆發速度並轟出後600米33.8秒的恐怖末腳瞬間超越前方所有賽駒，及後繼續保持速度下放置火星花的反超，最終以頸位壓贏對手取得首個一級賽冠軍，亦爲騎師莫雷拉帶來首個日本中央一級賽優勝。
其後陣營安排其遠征香港出戰香港瓶，於比賽初段面對火星花的慢放仍然可以直路衝出，並於最後200米一度取得領先，可惜於最後關頭被主隊馬時時精綵反超下憾負得第二。
年末，由於其勝出女皇伊利沙伯二世盃並於遠征香港時取得優秀戰績，因而於評選中以265票當選最佳4歲及以上雌馬。

### 5歲
2019年，其出戰金鯱賞作爲首戰，雖然於出閘後因失去平衡而落後前方約2馬位的距離，但其仍然可以於直路上發揮優秀的加速力挽回些少劣勢，最終僅敗於野田優驥取得第二。
其後按照計劃和迪雅卓及勝出光采一同遠征香港出戰女皇盃，並確定由莫艾誠策騎。比賽開始後，前方的領放馬馬克羅斯以較快步速推進，並做出前1000米59.0秒的節奏，而雍容白荷則於中團位置展開追走。進入直路後，其成功響應騎師莫艾誠的指揮抽出外檔加速，可惜於未能超越中檔位置的勝出光采下再於終點線前被時時精綵追過，最終以第三完賽。
回國後以寶塚紀念爲目標，賽前獲得落後於神業及金之霸取得第三人氣。比賽開始後，率先衝出的神業以前1000米60.0秒的平均步速領放，雍容白荷於第二的位置以緊追神業的姿態推進，而金之霸則於中團第六左右的位置。進入直路後，其曾神業逐漸力弱的時機開始加速，輕鬆超越對手下繼續衝刺，最終成功拉開對手3馬位取得第二個一級賽冠軍，亦爲練馬師矢作芳人帶來首個寶塚紀念優勝。

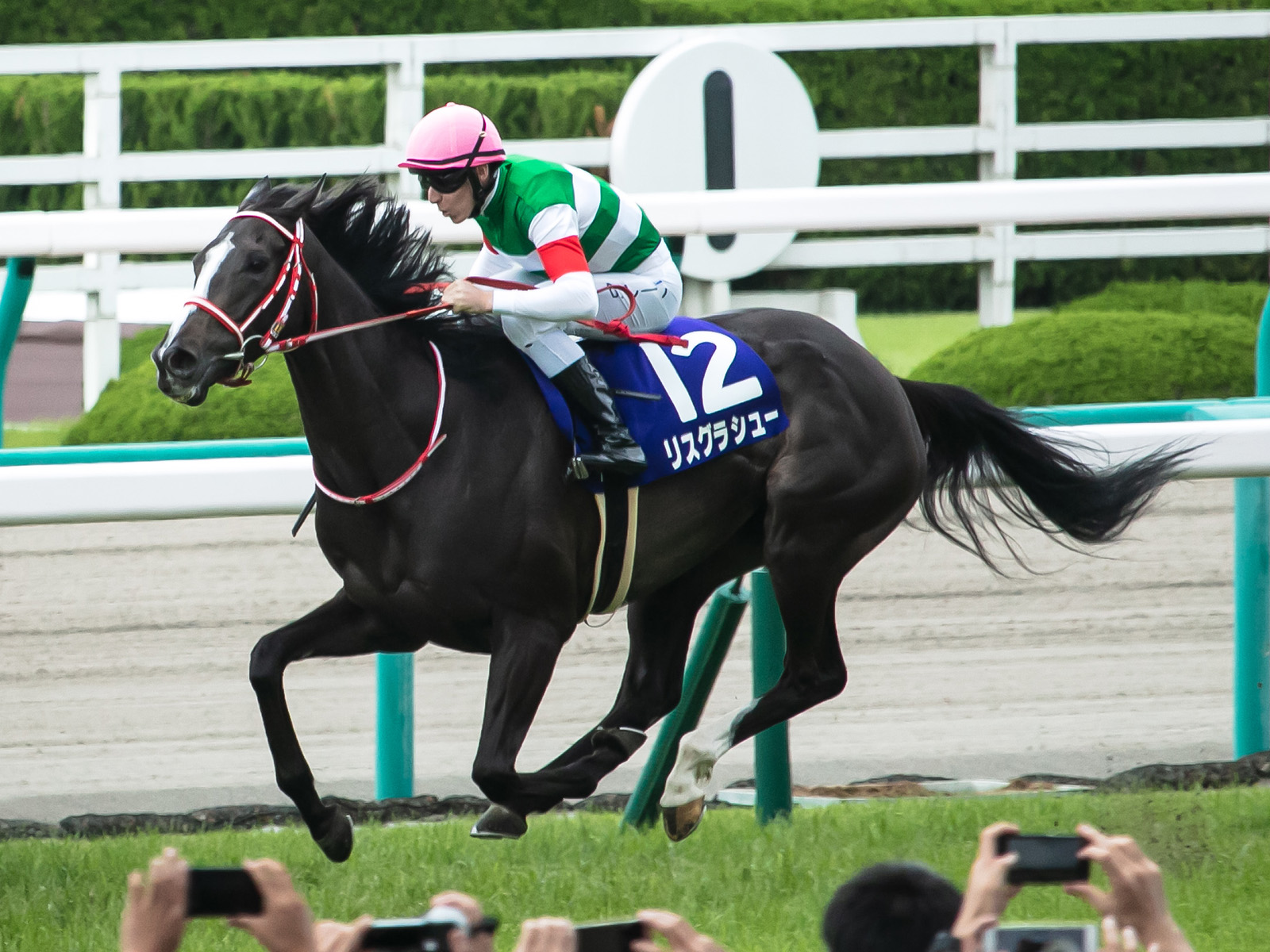
出戰寶塚紀念的雍容白荷

其後陣營因其贏得寶塚紀念奪得覺士盾優先出賽權的情況，有意安排其遠征澳洲挑戰一眾世界好手，然而，因為牠曾於4月時遠征香港而不符合澳洲的檢疫規定，此計劃一度被擱置。所幸其後於澳洲農業、漁業和林業部官員的努力下規定被修改，使雍容白荷此次遠征得以成行。
10月26日按照計劃出戰覺士盾，比賽初段其選擇於後方位置追走，並於比賽途中不斷加速以提升自身的位置。通過最後彎道時，其經已處於先頭位置，使其進入滿利谷馬場173米較短直路時盡佔優勢，最終於其繼續衝刺之下，成功壓制一衆對手，以1又1/2馬位優勢取得勝利，亦成為繼上週同主馬白朗冰川勝出考菲爾德盃後，再有日本賽駒勝出澳洲一級賽。
回國後其出戰有馬紀念，並以此爲退役戰。本次比賽陣容亦爲近年來較爲豪華的一屆，除雍容白荷外，本場比賽亦包含上年度三冠雌馬杏目、本年度皋月賞馬農神節慶及本年度菊花賞冠軍世界首映等十匹一級賽冠軍。比賽開始後，前方由太空隕石搶佔位置並做出前1000米58.5秒的快步速，杏目處於中團位置推進，而農神節慶及雍容白荷則於中團靠後位置追走。通過第四彎道時，其率先抽入內欄位置而減省腳程，並於進入直路後隨即抽出外檔以進入望空狀態。於直路上，其因處於絕佳的有利位置而成功加速，爆發出後600米34.7秒的恐怖末腳下於最後200米取得領先，及後繼續加速壓制一同衝出的農神節慶，最終成功拉開後方5馬位，取得第四個一級賽冠軍，亦成為首匹制霸春秋大獎賽的雌馬，成功實現「有終之美」。
其後按照計劃退役，並於2020年1月19日在京都競馬場舉行退役儀式。
年末，由於其於年間制霸春秋大獎賽並於澳洲遠征取得大捷，因而於評選中以近乎全票的271票當選最佳4歲及以上雌馬，亦以同樣的票數問鼎日本馬王寶座。

### 詳細賽績
| 日期       | 舉辦國家/地區 | 馬場   | 距離   | 級別 | 賽事名稱           | 負重 | 騎師     | 馬號 | 出馬 | 名次 | 時間    | 頭馬（二馬）       |
| ---------- | ------------- | ------ | ------ | ---- | ------------------ | ---- | -------- | ---- | ---- | ---- | ------- | ------------------ |
| 27/8/2016  | 日本          | 新潟   | 草1600 |      | 2歲新馬            | 54   | 中谷雄太 | 13   | 18   | 2    | 1:37.0  | Root Directory     |
| 10/9/2016  | 日本          | 阪神   | 草1800 |      | 2歲未勝利          | 54   | 中谷雄太 | 5    | 18   | 1    | 1:46.2  | （Gun Salute）     |
| 29/10/2016 | 日本          | 東京   | 草1600 | GIII | 月神錦標           | 54   | 武豐     | 16   | 18   | 1    | 1:35.5  | （Flawless Magic） |
| 11/12/2016 | 日本          | 阪神   | 草1600 | GI   | 阪神兩歲牝馬錦標   | 54   | 戶崎圭太 | 18   | 18   | 2    | 1:34.2  | 觸動心弦           |
| 4/3/2017   | 日本          | 阪神   | 草1600 | GIII | 鬱金香賞           | 54   | 武豐     | 3    | 12   | 3    | 1:33.6  | 觸動心弦           |
| 9/4/2017   | 日本          | 阪神   | 草1600 | GI   | 櫻花賞             | 55   | 武豐     | 6    | 17   | 2    | 1:34.6  | 新紀錄             |
| 22/5/2017  | 日本          | 東京   | 草2400 | GI   | 優駿牝馬           | 55   | 武豐     | 14   | 18   | 5    | 2:24.9  | 觸動心弦           |
| 17/9/2017  | 日本          | 阪神   | 草1800 | GII  | 玫瑰錦標           | 54   | 武豐     | 6    | 18   | 3    | 1:45.8  | Rabbit Run         |
| 15/10/2017 | 日本          | 京都   | 草2000 | GI   | 秋華賞             | 55   | 武豐     | 7    | 18   | 2    | 2:00.4  | 迪雅卓             |
| 12/11/2017 | 日本          | 京都   | 草2200 | GI   | 女皇伊利沙伯二世盃 | 54   | 福永祐一 | 6    | 18   | 8    | 2:14.7  | 魔族之鳥           |
| 4/2/2018   | 日本          | 東京   | 草1600 | GIII | 東京新聞盃         | 55   | 武豐     | 8    | 16   | 1    | 1:34.1  | （里見武神）       |
| 7/4/2018   | 日本          | 阪神   | 草1600 | GII  | 阪神牝馬錦標       | 54   | 武豐     | 3    | 13   | 3    | 1:34.8  | 豹俠女             |
| 13/5/2018  | 日本          | 東京   | 草1600 | GI   | 維多利亞一哩賽     | 55   | 武豐     | 16   | 18   | 2    | 1:32.3  | 子夜白光           |
| 3/6/2018   | 日本          | 東京   | 草1600 | GI   | 安田紀念           | 56   | 武豐     | 14   | 16   | 8    | 1:32.1  | 魔族雅谷           |
| 13/10/2018 | 日本          | 東京   | 草1800 | GII  | 府中牝馬錦標       | 54   | 杜滿萊   | 10   | 11   | 2    | 1:44.7  | 迪雅卓             |
| 11/11/2018 | 日本          | 京都   | 草2200 | GI   | 女皇伊利沙伯二世盃 | 56   | 莫雷拉   | 12   | 17   | 1    | 2:13.1  | （火星花）         |
| 9/12/2018  | 香港          | 沙田   | 草2400 | GI   | 香港瓶             | 55.5 | 莫雷拉   | 10   | 14   | 2    | 2:26.39 | 時時精綵           |
| 10/3/2019  | 日本          | 中京   | 草2000 | GII  | 金鯱賞             | 55   | 薛達祺   | 11   | 13   | 2    | 2:00.3  | 野田優驥           |
| 28/4/2019  | 香港          | 沙田   | 草2000 | GI   | 女皇盃             | 55.5 | 莫艾誠   | 12   | 13   | 3    | 1:58.97 | 勝出光采           |
| 23/6/2019  | 日本          | 阪神   | 草2200 | GI   | 寶塚紀念           | 56   | 連達文   | 12   | 12   | 1    | 2:10.8  | （神業）           |
| 26/10/2019 | 澳洲          | 滿利谷 | 草2040 | GI   | 覺士盾             | 57   | 連達文   | 9    | 14   | 1    | 2:04.21 | （古堡）           |
| 22/12/2019 | 日本          | 中山   | 草2500 | GI   | 有馬紀念           | 55   | 連達文   | 6    | 16   | 1    | 2:30.5  | （農神節慶）       |

## 退役後
退役後，雍容白荷成爲了繁殖雌馬，於北海道安平町北部牧場休養，在2020年進行配種。首匹子嗣Schwertlilie於2021年出生，可於2023年出賽。

### 詳細繁殖資料
| 數目   | 馬名         | 出生年 | 性別 | 父系     | 練馬師         | 馬主               | 戰績                 |
| ------ | ------------ | ------ | ---- | -------- | -------------- | ------------------ | -------------------- |
| 第一匹 | Schwertlilie | 2021   | 雄   | 滿樂時   | 栗東・矢作芳人 | Carrot Farm Co Ltd | 6戰0冠1亞1季（退役） |
| 第二匹 | 雍容白荷2022 | 2022   | 雌   | 龍王     |                |                    | （未出賽）           |
| 第三匹 | Gigliato     | 2023   | 雌   | 神威啟示 | 栗東・矢作芳人 | Carrot Farm Co Ltd | （出賽前）           |
| 第四匹 | 雍容白荷2024 | 2024   | 雌   | 農神節慶 |                |                    | （出賽前）           |

## 血統簡介
父系真心呼喚為日本賽駒，生涯戰績優秀，曾於2005年有馬紀念擊敗無敗三冠馬大震撼奪得冠軍，亦於其後贏得杜拜司馬經典賽。祖父週日寧靜是美國三冠賽雙料冠軍馬，退役後在日本配種，在日本馬壇相當成功，贏得多項分級賽事，其子嗣贏得巨額獎金，連續12年成為日本冠軍種馬。
母系Liliside是法國賽駒，生涯戰績不俗，曾勝出三場表列賽。外祖父American Post為英國生產的法國賽駒，生涯戰績優秀，曾勝出法國準則大賽、馬報錦標及法國二千堅尼等一級賽。

### 血統表
| 父線：週日寧靜系（Halo系）                  |                                |               |                 |
| 種馬 真心呼喚 2001年（棗色）                | 週日寧靜 1986年（棕色）        | Halo          | Hail to Reason  |
| 種馬 真心呼喚 2001年（棗色）                | 週日寧靜 1986年（棕色）        | Halo          | Cosmah          |
| 種馬 真心呼喚 2001年（棗色）                | 週日寧靜 1986年（棕色）        | Wishing Well  | Understading    |
| 種馬 真心呼喚 2001年（棗色）                | 週日寧靜 1986年（棕色）        | Wishing Well  | Mountain Flower |
| 種馬 真心呼喚 2001年（棗色）                | Irish Dance 1990年（棗色）     | 東來兵        | Kampala         |
| 種馬 真心呼喚 2001年（棗色）                | Irish Dance 1990年（棗色）     | 東來兵        | Severn Bridge   |
| 種馬 真心呼喚 2001年（棗色）                | Irish Dance 1990年（棗色）     | Buper Dance   | 利法爾          |
| 種馬 真心呼喚 2001年（棗色）                | Irish Dance 1990年（棗色）     | Buper Dance   | My Bupers       |
| 繁殖雌馬 Liliside 2007年（棗色）            | American Post 2001年（深棗色） | Bering        | Arctic Tern     |
| 繁殖雌馬 Liliside 2007年（棗色）            | American Post 2001年（深棗色） | Bering        | Beaune          |
| 繁殖雌馬 Liliside 2007年（棗色）            | American Post 2001年（深棗色） | Wells Fargo   | 鞍匠井          |
| 繁殖雌馬 Liliside 2007年（棗色）            | American Post 2001年（深棗色） | Wells Fargo   | Cruising Height |
| 繁殖雌馬 Liliside 2007年（棗色）            | Miller's Lily 1988年（棗色）   | Miller's Mate | 水車礁石        |
| 繁殖雌馬 Liliside 2007年（棗色）            | Miller's Lily 1988年（棗色）   | Miller's Mate | Primatie        |
| 繁殖雌馬 Liliside 2007年（棗色）            | Miller's Lily 1988年（棗色）   | Lymara        | 利法爾          |
| 繁殖雌馬 Liliside 2007年（棗色）            | Miller's Lily 1988年（棗色）   | Lymara        | Maradadi        |
| 雌系：號族：1-l                             |                                |               |                 |
| 五代內近親交配：利法爾4×5×4、北地舞人 5×5×5 |                                |               |                 |

## 命名由來
名字Lys Gracieux（リスグラシュー）於法語中帶有「優美的百合」之意思，聯想自母系Liliside的名字，香港則取其意，翻譯为「雍容白荷」。

## 外部連結
- 雍容白荷 netkeiba.com （页面存档备份，存于）
- 血統表 （页面存档备份，存于）